# Новокубово
Новокубово (баш. Яңы Ҡобау) — село в Иглинском районе Башкортостана, входит в состав Чуваш-Кубовского сельсовета.

## Географическое положение
Расстояние до:
- районного центра (Иглино): 14 км,
- центра сельсовета (Чуваш-Кубово): 4 км,
- ближайшей ж/д станции (Чуваш-Кубово): 4 км.

## Население
| 2002 | 2009 | 2010 |
| ---- | ---- | ---- |
| 261  | ↗275 | ↗283 |

## Улицы
- ул. Гафури,
- ул. Садовая,
- ул. Хисматуллина,
- ул. Школьная.

## Религия
В селе есть мечеть.

## Известные уроженцы
- Хисматуллин, Магафур Хисматуллович (1915—2004) — советский певец (тенор), режиссёр и педагог. Народный артист РСФСР.